# Ecuadoraans militair ordinariaat
Het Ecuadoraans militair ordinariaat (Spaans: Obispado Castrense del Ecuador) is een militair ordinariaat van de Rooms-Katholieke Kerk met als zetel de kathedrale basiliek Nuestra Señora de la Merced in Quito, in Ecuador. Het ordinariaat is verantwoordelijk voor de zielzorg van de tot de Rooms-Katholieke Kerk behorende militairen van de Ecuadoraanse strijdkrachten en hun families. Het ordinariaat staat als immediatum onder rechtstreeks gezag van de Heilige Stoel. 

## Geschiedenis
Het ordinariaat werd op 30 maart 1983 door paus Johannes Paulus II als militair vicariaat opgericht. Het ordinariaat werd op 21 juli 1986 door paus Johannes Paulus II met de apostolische constitutie Spirituali militum curae verheven tot militair bisdom.

## Organisatie
In 2021 telde het ordinariaat 86 priesters, waaronder 48 paters, en hiernaast een permanente diaken.

## Bisschoppen
- Juan Ignacio Larrea Holguín (5 augustus 1983 - juli 1989; titulair bisschop van Novi)
- Raúl Eduardo Vela Chiriboga (8 juli 1989 - 21 maart 2003; titulair bisschop van  Pauzera; kardinaal in 2010)
- Miguel Angel Aguilar Miranda (14 februari 2004 - 18 juni 2014)
- Segundo René Coba Galarza (18 juni 2014 - 12 december 2019)
- José Miguel Asimbaya Moreno (31 januari 2023 - heden)

## Galerij van afbeeldingen

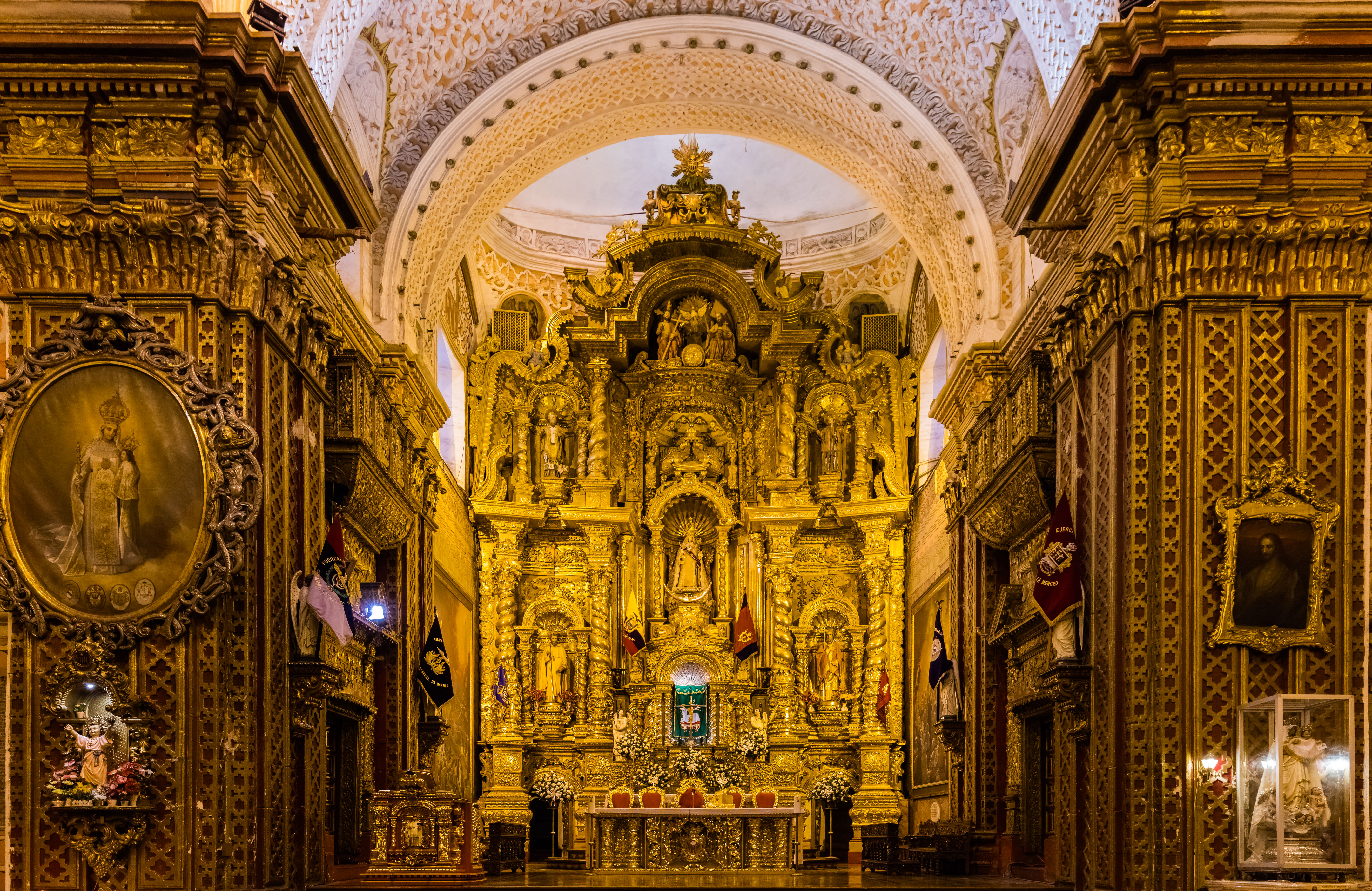
Interieur van de militaire kathedraal van Ecuador
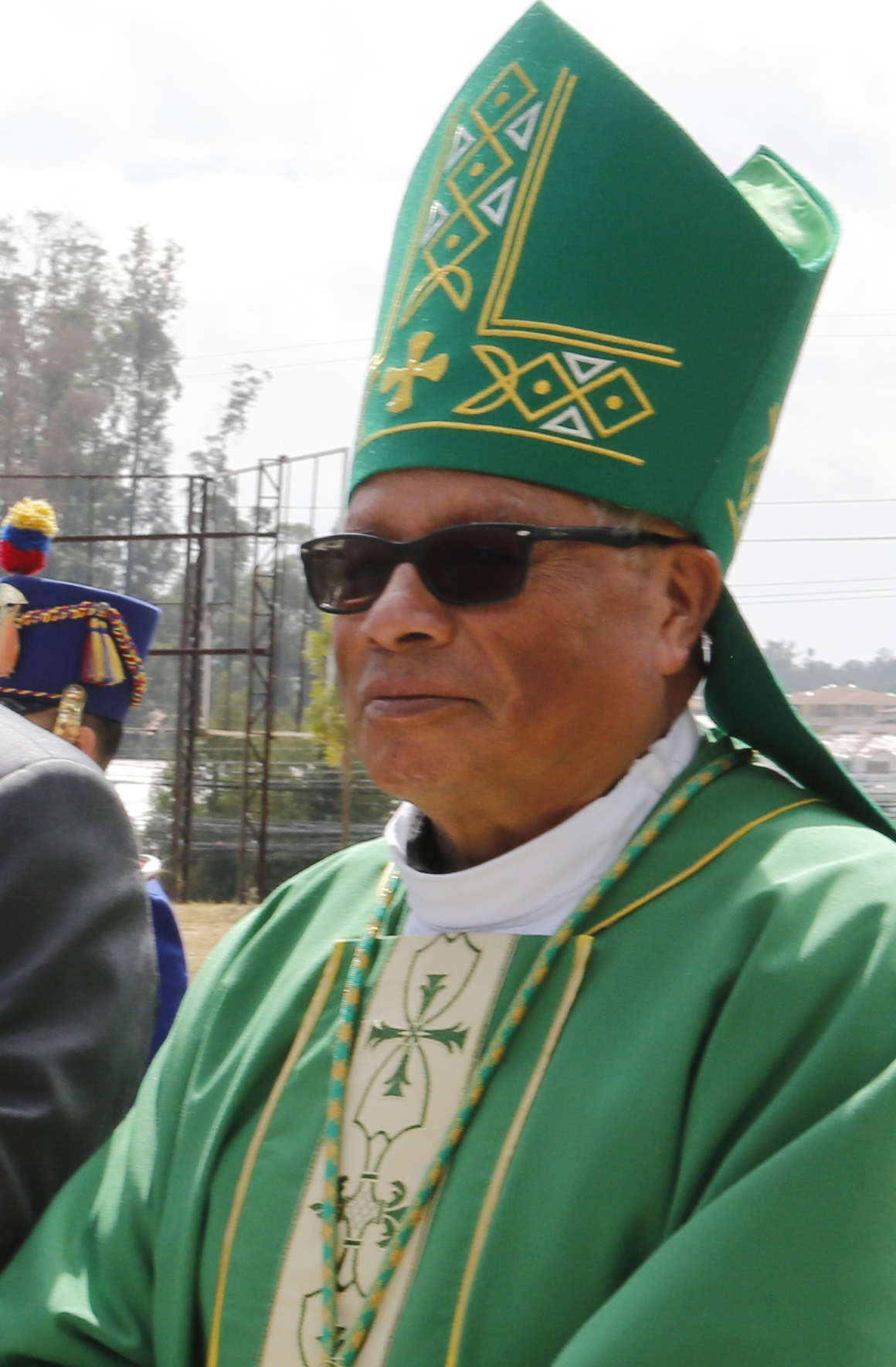
Militair bisschop José Miguel Asimbaya Moreno (2023-heden)
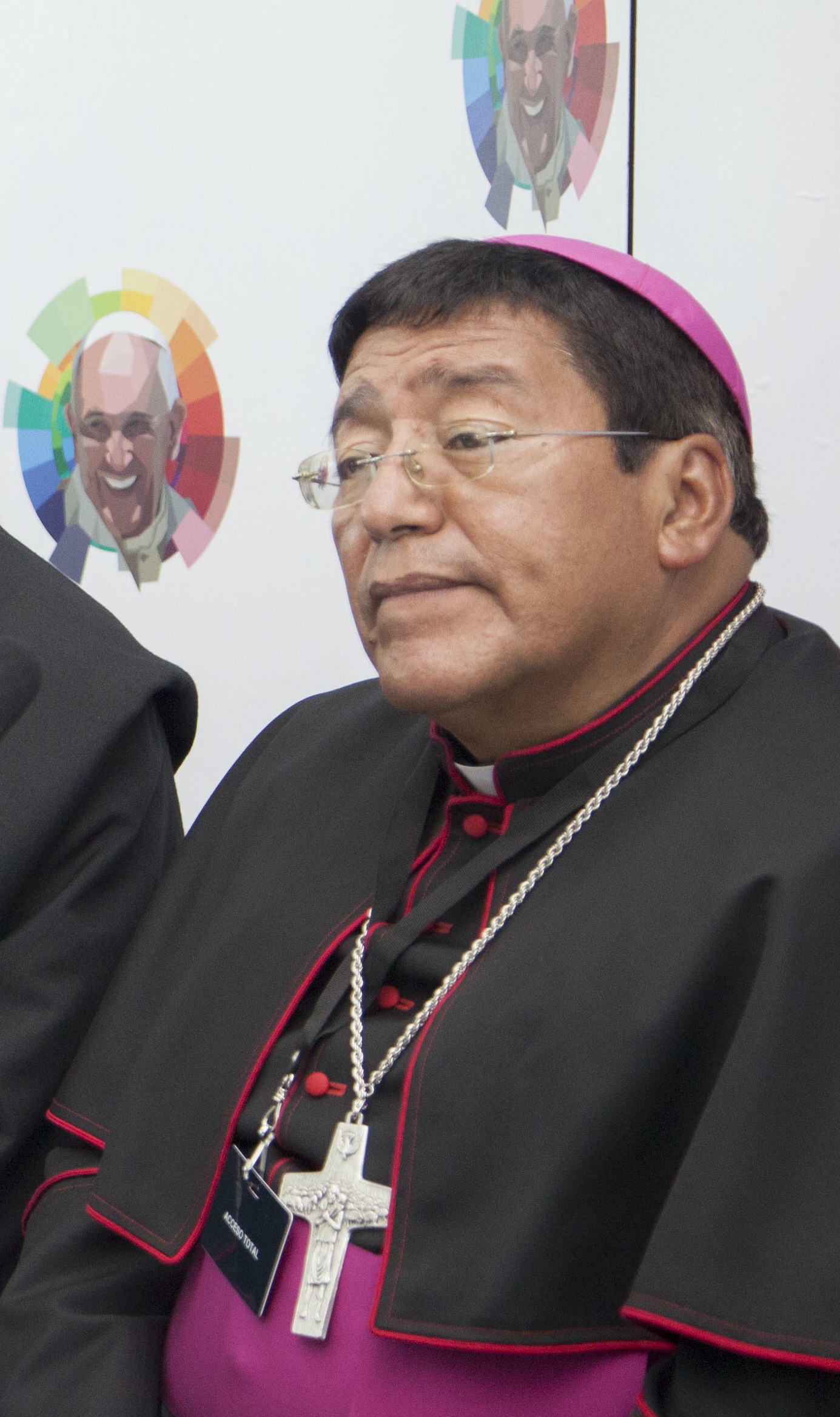
Militair bisschop Segundo René Coba Galarza (2014-2019)
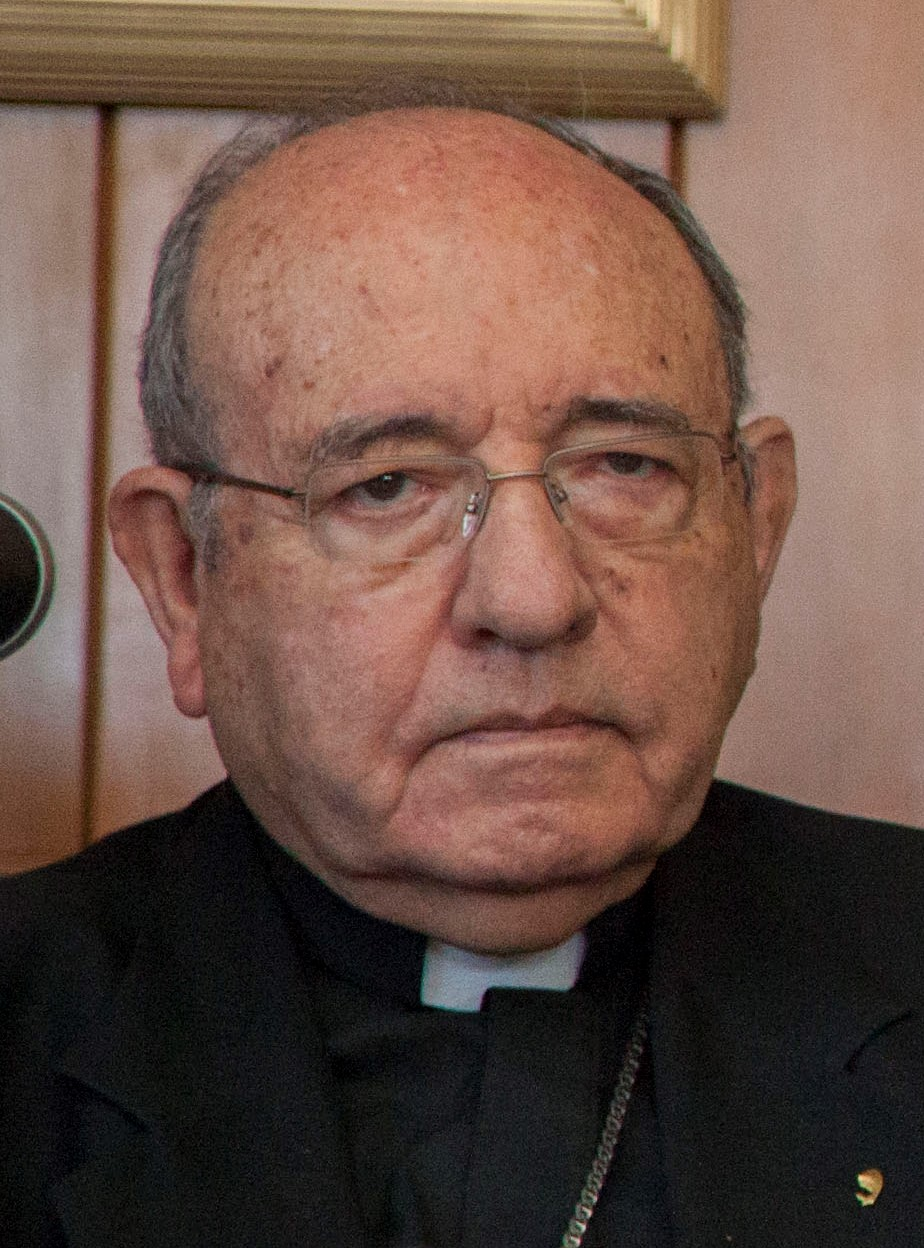
Militair bisschop Raúl Eduardo Vela Chiriboga (1989-2003), kardinaal gecreëerd in 2010